# Oxytropis campestris
Oxytropide champêtre
Espèce
Oxytropis campestris, l'Oxytropide champêtre, est une espèce de plantes à fleurs de la famille des Fabacées.